# 新舞台
新舞臺是臺灣第一座民營的中型多功能表演藝術廳。新舞台前身台灣新舞台於台北大空襲被炸毀，現在的劇場為中國信託商業銀行前榮譽董事長辜振甫與董事長辜濂松決定由該行出資重新建造的，並成立中國信託商業銀行文教基金會來負責表演廳的營運工作。
新舞台造價近新台幣十二億元，座落在信義計畫區台北市市政大樓後方、原中國信託商業銀行總部大樓（台北市信義區松壽路3號）旁，佔地五百五十坪，可容納近千人。

## 沿革

### 淡水戲館
- 1909年，日本人於大稻埕（現太原路舊址）興建一座劇院淡水戲館（亦稱「淡水會館」），作爲戲劇演出的場所。

### 臺灣新舞臺
- 1916年，鹿港辜家富紳辜顯榮自日本人手中買下淡水戲館，並將其整修改建，易名為臺灣新舞臺。
- 1945年5月，第一代臺灣新舞臺遭美軍臺北大空襲波及，建築物全毀。

### 新舞臺

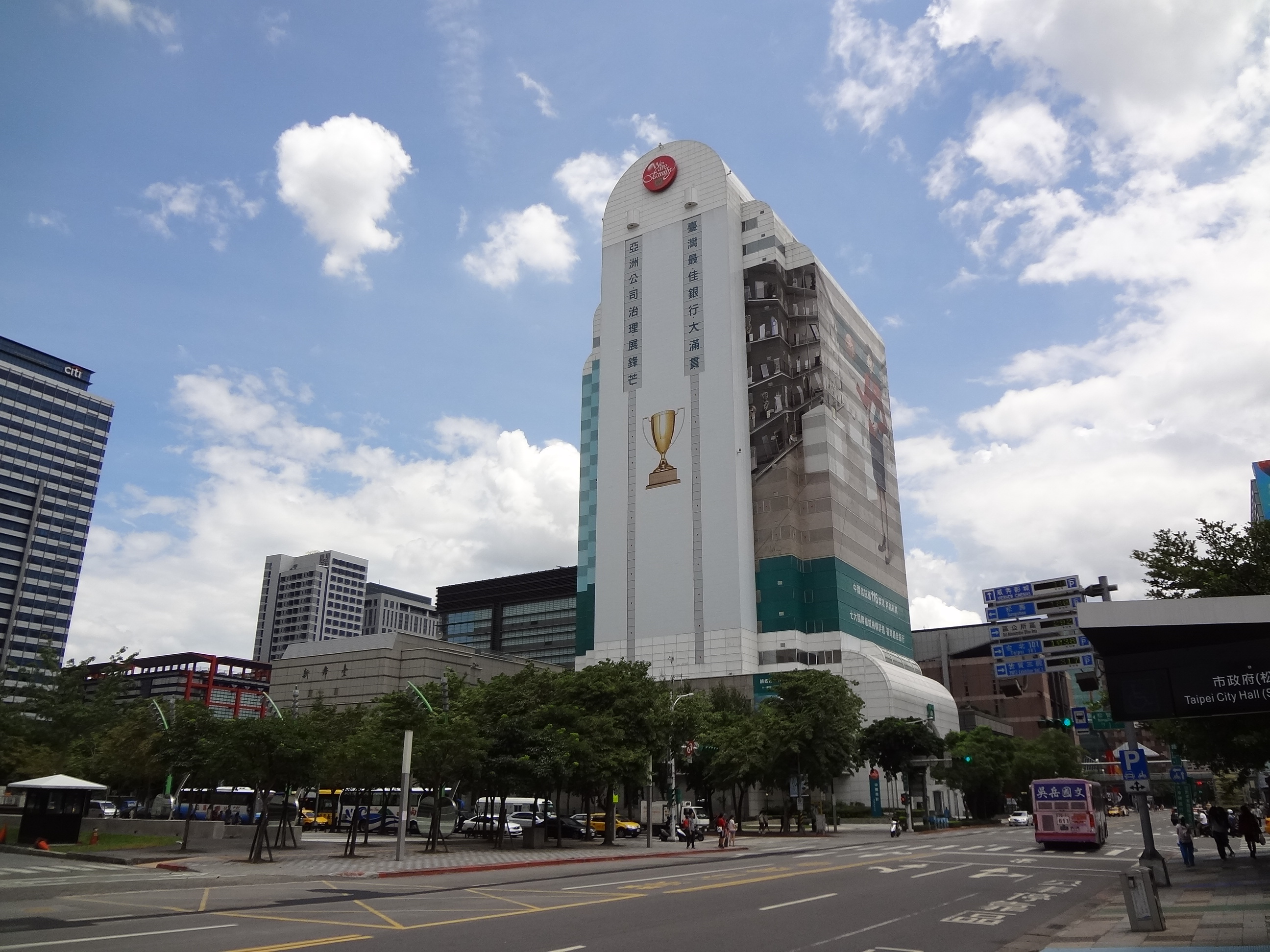
第二代新舞臺位於中國信託總行大樓旁

- 1997年4月，台灣第一座民營的中型多功能表演藝術廳「新舞臺」正式開幕，運用多功能表演廳的優勢，策劃「新傳統」（藝術總監李寶春）、「新舞風」（藝術總監林懷民）、「新童樂」（新舞臺企劃部綜合策劃）、「新樂風」（藝術總監胡乃元）、「視障藝術季」（藝術總監朱萬花）等品牌系列，深獲各界肯定。至2014年結束營運，累計共推出3,000餘場演出，服務近200萬觀眾人次。新舞臺對外營運期間，使中國信託商銀每年成為文馨獎金獎（及兩屆特別獎）得主。2008年獲得台北市政府公開譽揚，將當時鄰近松壽公園與新光三越信義信天地的L形巷道定名為【新舞臺巷】，成為台灣唯一獲此殊榮的表演廳。2011年新舞臺為提供藝術團隊更安全更高品質的工作場域，展開為期九個月的修繕工程；項目包括舞台懸吊系統、舞台設備系統、表演廳主體設施更新工程；更新音響反響板；並領先台灣表演藝術廳採用歐洲最高規格Wagner Biro CAT 192自動控制系統，大幅提昇舞台視聽效果與工作效率，間接協助表演團體自我提升。新舞臺多年來活躍於國際非營利組織，是當時台海兩岸唯一同時具備FACP, APAP, AAPPAC, ISPA資深會員資格的表演藝術廳。
- 2014年，中國信託商業銀行總部搬遷至臺北市南港區中國信託金融園區。因新舞臺已被臺北市政府文化局列為臺北市文化資產，但原本總部大樓與新舞台相連，大樓將拆除導致新舞臺連帶面臨熄燈的命運。
- 2015年10月30日，中國信託商業銀行以新台幣151億元出售舊總部大樓95%土地所有權持分給子樂開發與碩河開發，由買方負責拆除舊總部大樓。[1]
- 2017年，新舞臺與中國信託商業銀行舊總部大樓一併拆除。
- 2018年3月23日，信義A7摩天樓（後暫名為台北天空塔）通過環評，新舞台將原址重建，規模不得小於舊有建築。